# IV. třída okresu Ústí nad Orlicí
 IV. třída okresu Ústí nad Orlicí byla fotbalová soutěž pořádána Fotbalovou asociací České republiky. Jednalo se o 10. stupeň v českých fotbalových soutěžích. Hrála se každý rok od léta do jara příštího roku. Na konci ročníku nejlepší jeden až dva týmy postupovaly do III. třídy okresu Ústí nad Orlicí, nikdo nesestupoval.

## Složení účastníků
Soutěže se v průběhu její historie účastnilo sedm až jedenáct celků. Sedm týmů se do soutěže zapojilo v úvodním ročníku 2001/2002, rok poté bylo již účastníků devět. Nejvyšší počet jedenácti přihlášených týmů byl v letech 2005 až 2008 a v sezoně 2010/2011. 
Po ukončení soutěže byla o její týmy rozšířena III. třída okresu Ústí nad Orlicí. Stalo se tak v ročníku 2014/2015. Přírůstek celků v soutěži vedl k rozdělení její základní části na část Jih a část Sever.

## Vítězové

### IV. třída okresu Ústí nad Orlicí
| Ročník    | Vítězný tým                   |
| --------- | ----------------------------- |
| 2004/2005 | FK Dolní Dobrouč              |
| 2005/2006 | AFK Kunvald                   |
| 2006/2007 | Fotbal Žichlínek "C"          |
| 2007/2008 | FC Jiskra 2008 "C"            |
| 2008/2009 | TJ Tatran Lichkov             |
| 2009/2010 | TJ Sokol Klášterec nad Orlicí |
| 2010/2011 | TJ Luková                     |
| 2011/2012 | Fotbal Žichlínek "C"          |
| 2012/2013 | TJ Jiskra Ústí nad Orlicí "C" |
| 2013/2014 | TJ Sokol Němčice              |
| 2014/2015 | soutěž zrušena                |